# Selección masculina de rugby 7 de Namibia
La selección masculina de rugby 7 de Namibia  es el equipo nacional de la modalidad de rugby 7 para competir en la Copa del Mundo y en la Serie Mundial.

## Participación en copas
| - Edimburgo 1993: 21° puesto - Hong Kong 1997: 21° puesto - Mar del Plata 2001: no clasificó - Hong Kong 2005: no clasificó - Dubái 2009: no clasificó - Moscú 2013: no clasificó - San Francisco 2018: no clasificó - Kuala Lumpur 1998: no clasificó - Mánchester 2002: no clasificó - Melbourne 2006: 13° puesto - Delhi 2010: no clasificó - Glasgow 2014: no clasificó - Gold Coast 2018: no clasificó | - Serie Mundial 99-00: 36.º puesto (0 pts) - Serie Mundial 00-01: 26.º puesto (0 pts) - Serie Mundial 01-02: 14 º puesto (2 pts) - Serie Mundial 02-03: 18 º puesto (2 pts) - Serie Mundial 03-04: 24.º puesto (0 pts) - Serie Mundial 04-05: ?.º puesto (? pts) - Serie Mundial 05-06: ?.º puesto (? pts) - Serie Mundial 10-11: ?.º puesto (? pts) - Río 2016: no clasificó - Tokio 2020: no clasificó |